# Heliophanus tribulosus
Espèce
Heliophanus tribulosus est une espèce d'araignées aranéomorphes de la famille des Salticidae.

## Répartition et habitat
Décrite en France, cette espèce est présente dans la quasi-intégralité de l'Europe, de l'Espagne à l'Allemagne et jusqu'en Azerbaïdjan, et en Turquie. Eugène Simon la trouve sur les plantes herbacées et arbustives et sous les pierres lors des périodes d'inactivité.

## Description
Le mâle mesure entre 3,2 et 4 mm et la femelle entre 4 et 5,4 mm. Comme pour toutes les espèces du genre Heliophanus présentes en France, le dimorphisme sexuel est marqué, la femelle arborant un corps jaunâtre et des pédipalpes jaunes vifs là où le mâle affiche des couleurs plus sombres. On distingue cependant cette espèce des autres espèces françaises du genre par ses joues d'un brun rougeâtre,.

## Systématique et taxinomie
L'espèce a été décrite en 1868 par le français Eugène Simon (1848-1924).
Cette espèce a comme synonymes :
- Heliophanus cambridgii Simon, 1868
- Heliophanus cognatus Simon, 1868
- Heliophanus pubescens Denis, 1964

## Publication originale
- Eugène Simon, « Monographie des espèces européennes de la famille des Attides (Attidae Sundewall. - Saltigradae Latreille) - Suite », Annales de la Société entomologique de France, Paris, 4e série, vol. 8, no 2,‎ 1868, p. 529-726 (ISSN 0037-9271, e-ISSN 2168-6351, lire en ligne, consulté le 31 janvier 2024).